# Remouchamps
Remouchamps (en wallon Remoutchamp ou R'moutchamp) est un village de la commune belge d'Aywaille situé en Région wallonne dans la province de Liège.
C'était une commune à part entière avant de fusionner en 1919 avec Sougné pour former la commune de Sougné-Remouchamps.

## Situation
Remouchamps se situe au bord de l'Amblève que cinq ponts (quatre ponts routiers et un pont de chemin de fer) franchissent en moins de 1 500 mètres. Le village se trouve en dessous de la sortie 46 de l'autoroute E 25 et à deux kilomètres du centre d'Aywaille. Un centre commercial comprenant cinq enseignes a été créé à l'entrée du village en venant d'Aywaille.

## Histoire
Le village a été habité dès les temps les plus anciens, ainsi qu'en témoignent les vestiges préhistoriques découverts dans sa célèbre grotte et aux alentours, notamment dans la propriété Leduc, au bord de l'Amblève entre le pont Francotte et le viaduc du chemin de fer.
Plusieurs historiens voient en Sougné le chef-lieu des Sègnes ou Sègniens, sous-tribu gauloise mentionnée par Jules César durant sa conquête des Gaules vers l'an 52 avant Jésus-Christ.
Au Moyen Âge, dès le XIe siècle, le châtelain de Remouchamps est le voué de la seigneurie d'Aywaille, dont dépend Remouchamps. Contre certains privilèges, il fait régner l'ordre et rend la justice au nom du seigneur d'Aywaille. Il habite le château de Montjardin, dressé sur une assise rocheuse au-dessus des flots de l'Amblève, à deux pas du cœur du village de Remouchamps.
Bourgade paisible, Remouchamps traverse les siècles sans se faire remarquer si ce n'est à la fin de l'Ancien Régime. En effet, en 1794, c'est sur ses hauteurs, sur la Heid des Gattes, qu'a lieu la fameuse bataille de Sprimont qui voit les armées françaises rejeter définitivement les Autrichiens vers le Rhin. Une des difficultés principales de Liège-Bastogne-Liège, la Côte de La Redoute, évoque le souvenir d'un des lieux de cette bataille.

## Commune
Les villages de Remouchamps, Nonceveux, Sedoz et Quarreux sont rattachés à la municipalité d'Aywaille tandis que Sougné et Sur-la-Heid dépendent de Sprimont. Il faudra attendre 1836 pour les voir réunir à la commune d'Aywaille. 

## Grotte
Dénommée « La Merveille des Merveilles », la grotte de Remouchamps est aménagée et ouverte au public depuis 1912. 
La grotte est essentiellement constituée par la superposition de deux galeries qui se développent sur environ 2 800 mètres. 
La navigation souterraine se fait sur le Rubicon, affluent souterrain de l'Amblève. 
Les 80 derniers mètres de la cavité ont dû être creusés à la dynamite pour permettre le passage aisé des touristes.
Ce site est accessible en transports publics depuis l'arrêt Remouchamps Grottes (bus 42a).

## Personnalité liée à Remouchamps
Le cycliste Philippe Gilbert, champion du monde 2012 et vainqueur du triptyque ardennais (Liège-Bastogne-Liège, la Flèche wallonne  et l'Amstel Gold Race) en 2011 est originaire de Remouchamps.